# Парфаньяк, Алла Петровна
Алла Петровна Парфаньяк (6 августа 1924, Минск, БССР, СССР — 12 ноября 2009, Москва, Россия) — советская и российская актриса театра и кино, заслуженная артистка РСФСР.

## Биография
Родилась 6 августа 1924 года в Минске в семье интеллигентов: её отец — Пётр Алексеевич Парфаняк, западный украинец, родился в Австро-Венгрии, был профессором математики и работал в финансовом институте, мать была полькой.
Окончила Театральное училище имени Б. Щукина в 1947 году, курс В. К. Львовой. Сокурсником Аллы Парфаньяк был Евгений Рубенович Симонов. В том же году была принята в труппу театра имени Евг. Вахтангова. Уже после того, как она поступила в Щукинское училище, ей пришло в голову добавить мягкий знак в конце фамилии, тем самым добавив к ней немного французских ноток.
Через два месяца после кончины мужа Михаила Ульянова у Парфаньяк случился обширный геморрагический инсульт. Пробыв в коме в течение полутора лет, она скончалась на 86-м году жизни 12 ноября 2009 года в Москве. Похоронена 17 ноября 2009 года на Новодевичьем кладбище в Москве рядом с супругом. 20 ноября 2011 года, в день рождения Михаила Ульянова, на её могиле был открыт памятник.

У меня до сих пор стоит перед глазами эта картина: маленькая, сухонькая мама держит папу под руку и, приговаривая: «Миша, и — раз, и — раз!», тащит его по больничным коридорам… Формально она пережила мужа на полтора года, на самом деле — на два месяца. После тяжелейшего инсульта, который сразил её вскоре после его смерти, она так и не пришла в сознание и вскоре умерла.

## Семья
- Первый муж — Николай Крючков (1911—1994). Познакомились на съёмках фильма «Небесный тихоход». Развелись в 1957 году. Сын Николай (род. 1946).
- Второй муж — Михаил Ульянов (1927—2007). Расписались в 1959 году. Дочь Елена (16.12.1959—14.09.2023), художник-график.

## Творчество

### Роли в театре
- «Крепость на Волге» Ильи Кремлёва — Варенька
- «В середине века» — Елена
- 1950 — «Отверженные» по роману Виктора Гюго, автор инсценировки — С. Радзинский. Режиссёр: Александра Ремизова — Козетта
- 1952 — «Ромео и Джульетта». Режиссёр Иосиф Рапопорт — Дама
- 1952 — «В наши дни» Анатолия Софронова. Режиссёры Александра Ремизова и Рубен Симонов — Саша
- 1952 — «Два веронца» Шекспира. Режиссёр: Евгений Симонов — Сильвия
- 1954 — «Перед заходом солнца» Герхарта Гауптмана. Режиссёр: Александра Ремизова — Оттилия
- 1957 — «Город на заре» Алексея Арбузова. Режиссёр: Евгений Симонов — участник хора
- 1958 — «Идиот» по роману Фёдора Достоевского Режиссёр: Александра Ремизова — Аделаида
- «Ангела» — Нера
- 1965 — «Дион» Леонида Зорина. Режиссёр: Рубен Симонов — Фульвия
- 1966 — «Конармия» по рассказам Исаака Бабеля. Режиссёр: Рубен Симонов — Экономка Элиза
- 1968 — «Дети солнца». Режиссёр: Евгений Симонов — Фима
- 1974 — «Из жизни деловой женщины» — Анна Никитична
- 1975 — «Театральная фантазия» — Леденцова
- 1976 — «Ричард III» Шекспира — Королева Елизавета
- 1979 — «Степан Разин» Василия Шукшина, авторы инсценировки: Михаил Ульянов и Александр Ремез. Режиссёры: Михаил Ульянов, Гарри Черняховский — Алёна
- 1985 — «Скупщик детей» — Доктор Гозар
- 1987 — «Брестский мир» — Крупская
- 1990 — «Мартовские иды» — Сервилия

## Фильмография
- 1945 — Небесный тихоход — Валя Петрова, корреспондент
- 1959 — Город на заре (фильм-спектакль) — хор
- 1960 — Сердца должны гореть (фильм-спектакль) — Елена
- 1972 — Самый последний день — Агнесса Павловна, вдова профессора
- 1975 — Конармия (фильм-спектакль) — Элиза
- 1982 — Если враг не сдаётся… — эпизод
- 1982 — Кафедра (телеспектакль) — Людмила Алексеевна Заначалова, мать Андрея
- 1982 — Ричард III (фильм-спектакль) — королева Елизавета
- 1989 — Брестский мир (фильм-спектакль) — Крупская
- 1991 — Дом под звёздным небом — Соня, жена Башкирцева